# Gramptinne
Gramptinne is een plaats in de Belgische gemeente Gesves. Gramptinne ligt in de provincie Namen.